# 400 Poydras Tower
400 Poydras Tower, precedentemente noto come Texaco Center,  è un grattacielo di New Orleans.

## Caratteristiche
Composto da 32 piani e alto 135 metri, è stato inaugurato nel 1983. Lo spazio per gli uffici all'interno della torre è di oltre 620.000 metri quadrati.